# Кліо (Алабама)
Кліо (англ. Clio) — місто (англ. city) в США, в окрузі Барбур штату Алабама. Населення — 1220 осіб (2020).

## Географія
Кліо розташоване за координатами 31°42′31″ пн. ш. 85°36′40″ зх. д. / 31.70861° пн. ш. 85.61111° зх. д. (31.708516, -85.611039). За даними Бюро перепису населення США в 2010 році місто мало площу 26,09 км², з яких 26,07 км² — суходіл та 0,02 км² — водойми.

## Демографія
Згідно з переписом 2010 року, у місті мешкало 1399 осіб у 514 домогосподарствах у складі 321 родини. Густота населення становила 54 особи/км². Було 634 помешкання (24/км²).
Расовий склад населення:
| - 36,5 % — чорних або афроамериканців - 32,0 % — білих - 0,5 % — азіатів - 0,4 % — корінних американців - 0,1 % — вихідців з тихоокеанських островів - 30,2 % — осіб інших рас |

До двох чи більше рас належало 0,4 %. Частка іспаномовних становила 36,0 % від усіх жителів.
За віковим діапазоном населення розподілялося таким чином: 26,2 % — особи молодші 18 років, 62,0 % — особи у віці 18—64 років, 11,8 % — особи у віці 65 років та старші. Медіана віку мешканця становила 31,8 року. На 100 осіб жіночої статі у місті припадало 95,7 чоловіків; на 100 жінок у віці від 18 років та старших — 99,6 чоловіків також старших 18 років.
Середній дохід на одне домашнє господарство становив 37 429 доларів США (медіана — 19 539), а середній дохід на одну сім'ю — 45 702 долари (медіана — 32 500). Медіана доходів становила 36 917 доларів для чоловіків та 30 833 долари для жінок. За межею бідності перебувало 31,4 % осіб, у тому числі 49,0 % дітей у віці до 18 років та 21,0 % осіб у віці 65 років та старших.
Цивільне працевлаштоване населення становило 290 осіб. Основні галузі зайнятості: виробництво — 19,7 %, будівництво — 17,2 %, роздрібна торгівля — 12,1 %, освіта, охорона здоров'я та соціальна допомога — 11,4 %.

## Галерея

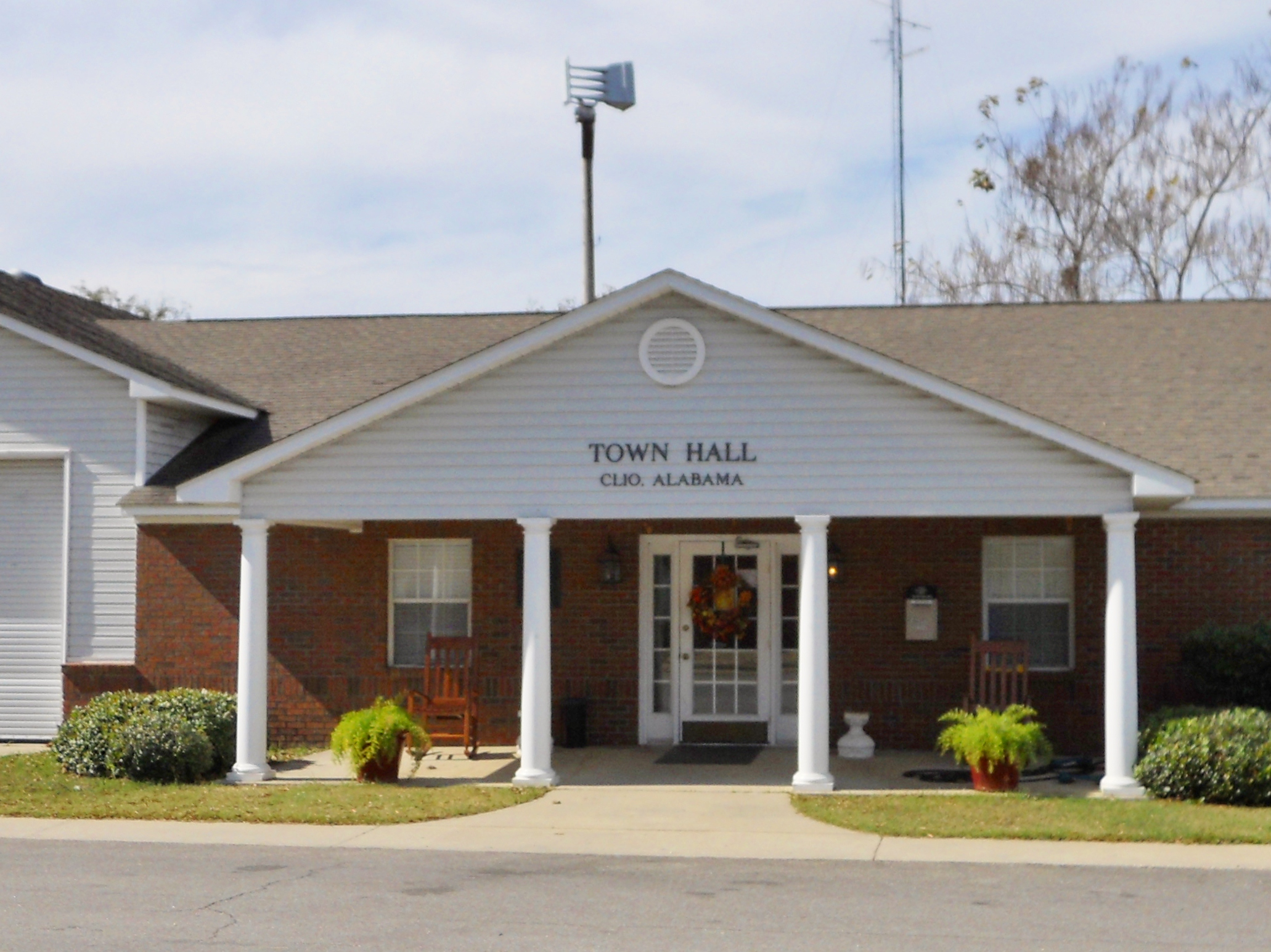
Мерія
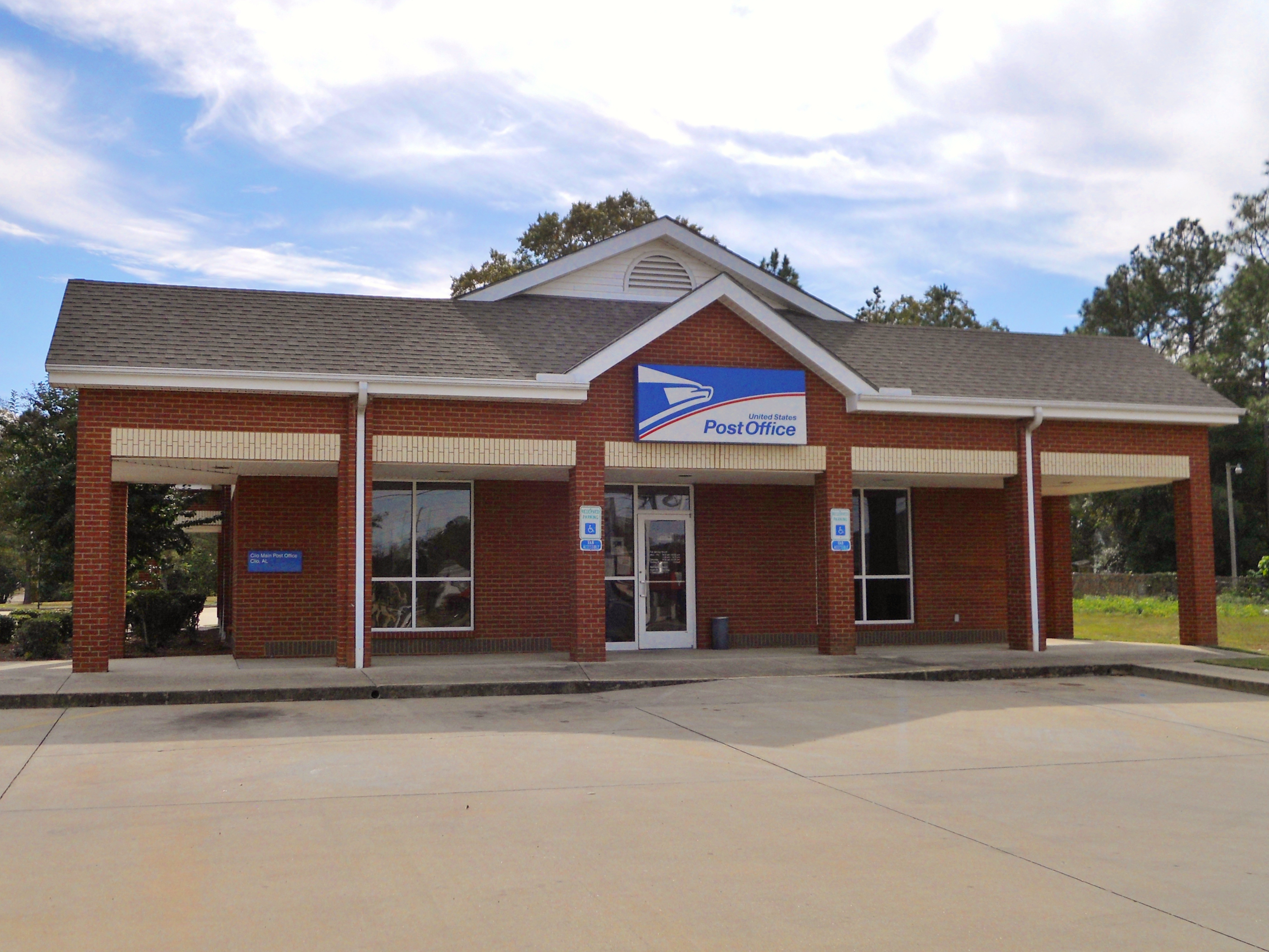
Пошта